# William Lyon Mackenzie King
William Lyon Mackenzie King, född 17 december 1874 i Berlin i Ontario, död 22 juli 1950 i Chelsea utanför Gatineau i Québec, var en kanadensisk politiker (Kanadas liberala parti). Han var Kanadas premiärminister vid tre olika tillfällen i sammanlagt över 21 år. Av hans tre förnamn användes Mackenzie som tilltalsnamn.

## Biografi
King föddes i staden Berlin som sedan Horatio Herbert Kitcheners död 1916 heter Kitchener. Han studerade vid University of Toronto, University of Chicago och Harvard University. Han avlade 1909 sin doktorsexamen vid Harvard. Under studietiden i Toronto lärde han känna nio av de politiker som skulle tjänstgöra som ministrar under honom.
Han var ledamot av underhuset i Kanadas parlament 1908–1911, 1919–1925 och 1926–1949. Han hann representera fem olika valdistrikt: Waterloo North i Ontario, Prince på Prince Edward Island, York North i Ontario, Prince Albert i Saskatchewan och Glengarry i Ontario. Han var Kanadas första arbetsminister 1909–1911. Han förlorade sitt mandat i underhuset 1911 i valet där Kanadas liberala parti förlorade mot Konservativa partiet. Efter valförlusten flyttade han igen till USA, där han arbetade för Rockefeller Foundation.
Han återvände till Kanada 1917 för att kandidera till underhuset på nytt. Värnplikt var den centrala frågan i valet och King förlorade stöd på grund av sitt motstånd till värnplikten, något som de flesta engelskspråkiga kanadensare stödde. Trots valförlusten 1917 valdes han två år senare till partiledare för Kanadas liberala parti och sedan lyckades han också snart återvända till underhuset. King stannade kvar som partiledare till 1948.
Balfourdeklarationen kom som ett svar på konflikten mellan Mackenzie King och den brittiske generalguvernören i Kanada Julian Byng. Konflikten skapade en konstitutionell kris då Lord Byng av Vimy vägrade att upplösa parlamentet och utlysa nyval trots begäran av Mackenzie King. 
Han var premiärminister 1921–1926, 1926–1930 och 1935–1948. Han var samtidigt utrikesminister 1921–1926, 1926–1930 och 1935–1946. När han 1948 avgick som premiärminister och partiledare, efterträddes han av justitieministern Louis St. Laurent.
King gifte sig aldrig. Han avled i lunginflammation och hans grav finns på Mount Pleasant Cemetery i Toronto.